# بلودوف (ناحیه کوتنا هورا)
بلودوف (به چکی: Bludov) یک منطقهٔ مسکونی در جمهوری چک است که در ناحیه کوتنا هورا واقع شده‌است. بلودوف ۲ کیلومتر مربع مساحت و ۲۷ نفر جمعیت دارد و ۵۰۶ متر بالاتر از سطح دریا واقع شده‌است.